# Katarzyna Sójka
Katarzyna Sójka (ur. 5 lutego 1986 w Ostrowie Wielkopolskim) – polska lekarka, działaczka samorządowa i polityk, posłanka na Sejm IX i X kadencji, w 2023 minister zdrowia w drugim rządzie Mateusza Morawieckiego.

## Życiorys
Jest absolwentką Wydziału Lekarskiego Uniwersytetu Medycznego im. Karola Marcinkowskiego w Poznaniu oraz leśnictwa na Uniwersytecie Przyrodniczym w Poznaniu. Jako lekarka podjęła pracę w szpitalach w Ostrowie Wielkopolskim i Kępnie oraz w przychodniach w Mikstacie i Ostrzeszowie. Specjalistka w zakresie chorób wewnętrznych, praktykująca jako internistka i lekarka rodzinna. W 2018 wybrana na radną powiatu ostrzeszowskiego, objęła funkcję wiceprzewodniczącej tego gremium.
W wyborach parlamentarnych w 2019 uzyskała mandat posłanki na Sejm RP IX kadencji. Startowała z dziesiątej pozycji na liście Prawa i Sprawiedliwości w okręgu nr 36 (Kalisz). Głosowało na nią 15 860 osób.
8 sierpnia 2023 premier Mateusz Morawiecki wskazał ją jako kandydatkę na stanowisko ministra zdrowia w miejsce Adama Niedzielskiego. 10 sierpnia tego samego roku prezydent RP Andrzej Duda powołał ją na to stanowisko. W wyborach w tym samym roku z powodzeniem ubiegała się o poselską reelekcję (z wynikiem 18 138 głosów). 27 listopada 2023 zakończyła pełnienie funkcji ministra.

## Wyniki w wyborach ogólnopolskich
| Wybory | Komitet wyborczy | Komitet wyborczy       | Organ            | Okręg | Wynik          |
| ------ | ---------------- | ---------------------- | ---------------- | ----- | -------------- |
| 2019   |                  | Prawo i Sprawiedliwość | Sejm IX kadencji | nr 36 | 15 860 (3,45%) |
| 2023   | Sejm X kadencji  | Prawo i Sprawiedliwość | 18 138 (3,34%)   | nr 36 |                |

## Życie prywatne
Zamieszkała w Przedborowie. Ma czworo dzieci. Jej ojciec pracował jako leśniczy